# Nittonde söndagen efter trefaldighet
Nittonde söndagen efter trefaldighet är en av söndagarna i "kyrkans vardagstid".
Den infaller 27 veckor efter påskdagen. Den liturgiska färgen i Svenska kyrkan är grön.
Temat för dagens bibeltexter enligt evangelieboken är Trons kraft, och en välkänd text är hämtad ur Hebreerbrevet:
Tron är grunden för det vi hoppas på; den ger oss visshet om det vi inte kan se.

## Svenska kyrkan

### Texter
Söndagens tema enligt 2003 års evangeliebok är Trons kraft. De bibeltexter som används för att belysa dagens tema är:
| Första årgången                                                         | Andra årgången                                                                        | Tredje årgången                                             | Psaltarpsalm       |
| Första Moseboken 6:13-22 Hebreerbrevet 11:1-7 Markusevangeliet 12:41-44 | Första Moseboken 15:5-6 Första Timotheosbrevet 6:11-12 Johannesevangeliet 9:1-7,24-39 | Josua 2:1-15 Hebreerbrevet 11:29-33 Markusevangeliet 2:1-12 | Psaltaren 73:23-26 |

### Fotnoter
1. ↑  ”Liturgiska färger under kyrkoåret”. Svenska kyrkan. Arkiverad från originalet den 5 mars 2016. https://web.archive.org/web/20160305070948/https://www.svenskakyrkan.se/default.aspx?id=730582. Läst 11 januari 2016.
2. ↑   Den svenska psalmboken med tillägg. Stockholm: Verbum. 2005. sid. 1536–1540. Libris ht7wjxh8f3k4gcqk. ISBN 978-91-526-5515-3